# ダイアナ・キング
ダイアナ・キング（英: Diana King、1970年11月8日 - ）は、ジャマイカ出身のレゲエ、R&Bシンガーである。

## 来歴
1970年、ジャマイカの聖キャサリン教区スパニッシュ・タウンで生まれた。母はインド系ジャマイカ人、父はアフリカ系。
アメリカのラッパーであるノトーリアス・B.I.G.が1994年に発表したアルバム『レディ・トゥ・ダイ』の収録曲「Respect」にゲスト参加した後、ソニーミュージックとレコード契約した。
1stアルバム『タファー・ザン・ラヴ』(Tougher Than Love)からの最初のシングルである「シャイ・ガイ」は、全米シングルチャート13位、全英シングルチャート2位を記録し、世界で500万枚売れるヒット作となった。また、この曲は1995年の映画『バッドボーイズ』の主題歌となり、日本のラジオ局J-WAVEのチャートでは1位を記録した。
1996年には日本のレゲエ歌手、NAHKIとデュエットしたシングル、「I'll DO IT 〜愛のパトワ〜」を日本国内でリリースし、JALPAK I'LLのCMに使われた。
1997年に2ndアルバム『Think Like A Girl』を発表した。このアルバムからシングルカットされた「小さな願い」(I Say a Little Prayer)（1967年のディオンヌ・ワーウィックのカバーで、映画『ベスト・フレンズ・ウェディング』のサウンドトラックへ収録された。）は、全米シングルチャートで最高38位を記録した。
同年のドキュメンタリー映画『When We Were Kings』のタイトルトラックを、ブライアン・マックナイトとデュエットした。1998年にはセリーヌ・ディオン、ブラウンストーン(Brownstone) と「トリート・ハー・ライク・ア・レディ」(Treat Her Like a Lady)を共演した。
1999年にはインドの5都市でツアーを行った。ゴアで、キングは「私がインドへ戻るとは思わなかった」と語っている。
2000年、マドンナのMaverick Recordsと契約し、2002年に3rdアルバム『Respect』を発表したが、アメリカではリリースされなかった。2007年にはドイツのレゲエ・シンガーであるジェントルマンの曲「The Light Within」を共作している。
2007年からは彼女自身のレーベルであるThinkLikeAgirlに所属し、音楽制作作業を行っている。また、毎年アジアツアーを行っている。
坂本九の『上を向いて歩こう』を日本語でカバーしている。

## パーソナル・ライフ
2012年にFacebook上でレズビアンだと告白した。

## ディスコグラフィー

### アルバム
- タファー・ザン・ラヴ - Tougher Than Love (1995)
- シンク・ライク・ア・ガール - Think Like a Girl (1997)
- リスペクト - Respect (2002)
- ウォリアー・ガール - Warrior Gurl (2010)